# Andrij Blizniczenko
Andrij Wałerijowycz Blizniczenko, ukr. Андрій Валерійович Блізніченко (ur. 24 lipca 1994 w Nowogrodzie Wołyńskim, w obwodzie żytomierskim) – ukraiński piłkarz, grający na pozycji pomocnika.

## Kariera piłkarska

### Kariera klubowa
Wychowanek Szkoły Sportowej Metałurh Zaporoże, barwy której bronił w juniorskich mistrzostwach Ukrainy (DJuFL). Karierę piłkarską rozpoczął 17 sierpnia 2012 w drużynie młodzieżowej Dnipra Dniepropietrowsk, w składzie którego 5 kwietnia 2014 debiutował w Premier-lidze. 16 stycznia 2017 podpisał kontrakt z tureckim Karabüksporem. 31 października 2018 przeszedł do Sheriffa Tyraspol.

### Kariera reprezentacyjna
Występował w juniorskich reprezentacjach Ukrainy U-17 i U-19. Potem bronił barw młodzieżówki.

## Sukcesy i odznaczenia

### Sukcesy piłkarskie
Dnipro Dniepropetrowsk
- wicemistrz Ukrainy: 2013/14